# Tvorup Klitplantage
Tvorup Klitplantage er en plantage i Thy beliggende nordøst for Nørre Vorupør, som administreres af Naturstyrelsen. Plantagen er den ældste klitplantage i Thy. Vest for plantagen ligger Vesterhavet, mod nord ligger Vangså Hede og Nystrup Klitplantage, mod syd ligger Ålvand Klithede, og plantagens østside vender ud mod landbugsområder, bl.a. den udtørrede Sjørring Sø.
I østkanten af plantagen lå Tvorup Kirke, som blev nedlagt i 1794 pga. sandflugten og siden er blevet til ruin. Materialer fra Tvorup Kirkeruin har været anvendt til reparation af Vang Kirke.